# 蒙泰居勒布朗
蒙泰居勒布朗（法語：Montaigut-le-Blanc，法語發音：[mɔ̃tɛɡy lə blɑ̃]）是法国多姆山省的一个市镇，位于该省南部，属于伊苏瓦尔区。

## 地理
蒙泰居勒布朗（45°35'10"N, 3°5'23"E）面积22.26 平方千米，位于法国奥弗涅-罗讷-阿尔卑斯大区多姆山省，该省份为法国中南部省份，北起阿列省接壤，东临卢瓦尔省，南至上盧瓦爾省和康塔爾省，西接科雷兹省和克勒兹省。
与蒙泰居勒布朗接壤的市镇（或旧市镇、城区）包括：吕代斯、尚佩、克莱芒萨、格朗代罗勒、奥卢瓦、圣弗洛雷、圣内克泰尔、圣迪耶里。

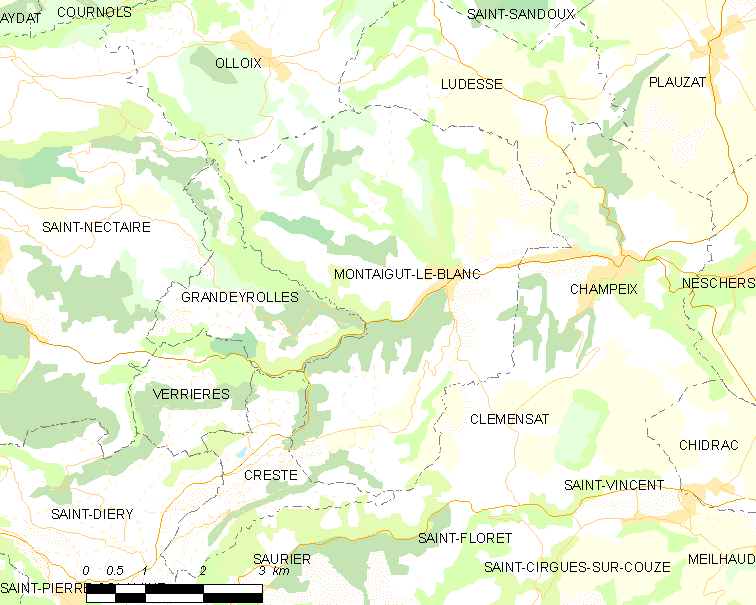
蒙泰居勒布朗的OSM定位图

蒙泰居勒布朗的时区为UTC+01:00、UTC+02:00（夏令时）。

## 行政
蒙泰居勒布朗的邮政编码为63320，INSEE市镇编码为63234。

## 政治
蒙泰居勒布朗所属的省级选区为勒桑西县。

## 人口

1962-2008年间蒙泰居勒布朗人口变化图示

蒙泰居勒布朗于2022年1月1日时的人口数量为923人。